# Anti-inflamatório
Anti-inflamatório (FO 1943: antiinflamatório) ou antiflogístico é uma substância ou medicamento que combate a inflamação de tecidos. Menos inflamação significa menos dor, portanto os anti-inflamatórios também são analgésicos.

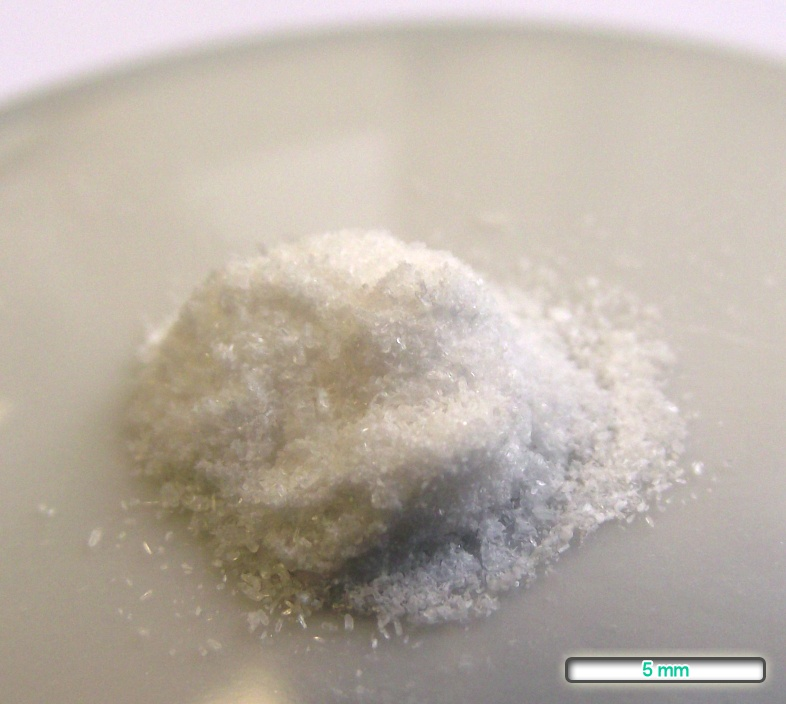
Ácido acetilsalicílico (AAS) um dos anti-inflamatórios mais conhecidos, extraído do salgueiro branco. Também atua como antiagregante plaquetar.

Tais medicamentos atuam por favorecer o desaparecimento dos edemas, desidratando os tecidos tumefeitos, por ativação da circulação local ou por vasoconstrição no local da aplicação ou por coagulação das albuminas tissulares.

## Classificação
Quimicamente os anti-inflamatórios tópicos são divididos em duas categorias, conforme seu modo de ação predominante: adstringentes e emolientes.
Farmacologicamente os medicamentos anti-inflamatórios são divididos :
- Anti-inflamatórios esteroides (Corticoesteroides): Similares aos hormônios esteroides como prednisona e dexametasona
- Anti-inflamatórios não esteroides (AINEs): Como Ácido acetilsalicílico (aspirina), ibuprofeno e buspirona.
  - AINEs seletivos da COX-2 (Coxibes): Um grupo de AINEs, que atua em menos enzimas (apenas na COX-2, enquanto a maioria atua na COX-1 também) e assim não causam lesão ao estômago, como o Celecoxibe e parecoxibe. O nome sempre termina em coxibe. Muitos coxibes foram retirados do mercado por causar arritmias.

## Naturais
Uma dieta rica em vegetais, frutas, grãos, azeite e omega 3 reduz a inflamação, enquanto uma dieta rica em gordura saturada, açúcar e farinha aumentam a inflamação.
Aplicar gelo no local da inflamação, repouso, imobilização e elevação também ajudam a reduzir a inflamação. Técnica muito usada por atletas.